# Love in the Afternoon
Love in the Afternoon é um filme americano de 1957, do gênero comédia romântica, produzido e dirigido por Billy Wilder, estrelado por Audrey Hepburn e Gary Cooper. O roteiro de Wilder e I.A.L. Diamond é baseado no romance de Claude Anet, Ariane, fille russe jeune.

## Sinopse

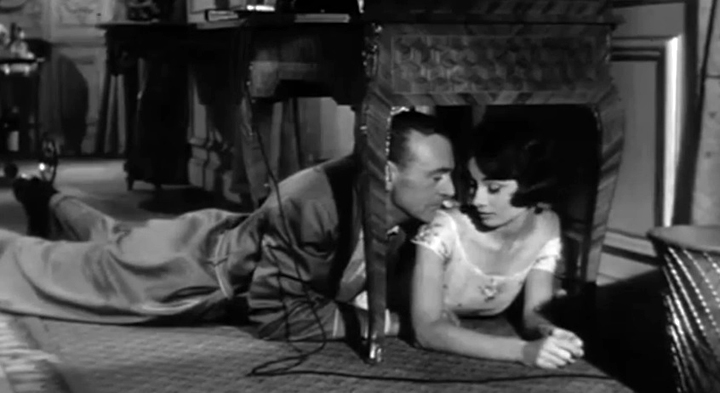
Cena do filme.

Ariane Chavasse, a filha do detetive particular Claude Chavasse, descobre que um caso de infidelidade no casamento, resolvido por seu pai, vai terminar em morte, pois o marido ofendido vai matar Frank Flannagan, o milionário estadunidense amante de sua mulher. Mas quando vai avisar Frank, ela se sente atraída por ele. Como Frank é conhecido pelos seus diversos casos amorosos, Ariane inspira-se nas várias investigações feitas pelo pai para "fabricar" uma série de relacionamentos e, assim, sentir-se em igualdade para poder competir com ele e provocar-lhe um certo ciúme.
Ele decide averiguar a verdade das afirmações dela e, sem saber, contrata o pai de Ariane para investigá-la.

## Elenco
- Gary Cooper como Frank Flannagan
- Audrey Hepburn como Ariane Chavasse
- Maurice Chevalier como Claude Chavasse
- John McGiver como Monsieur X
- Van Doude como Michel
- Lise Bourdin como Madame X
- Olga Valéry como hóspede do hotel com cachorro
- The Gypsies como eles mesmos

## Música
Canções e músicas no filme incluem:
- "Fascination" de Fermo Dante Marchetti com letras (1905) de Maurice de Féraudy e letras inglesas de Dick Manning; Executado por The Gypsies
- "C'est si bon" de Henri Betti; Letras de André Hornez; Executado por The Gypsies
- "L'ame de Poètes", de Charles Trenet; Executado por The Gypsies
- "Love in the Afternoon," "Ariane" e "Hot Paprika" por Matty Malneck

## Produção
Love in the Afternoon foi o primeiro de doze roteiros de Billy Wilder e I.A.L Diamond, que se encontraram quando Wilder contatou Diamond depois de ler um artigo que ele havia escrito para a revista mensal do Screen Writers Guild. Wilder e Diamond imediatamente se deram bem, e Wilder sugeriu que colaborassem em um projeto baseado em um filme em alemão que ele havia co-escrito no início da década de 1930.

O cartaz usado para o lançamento do filme nos mercados francófonos.

As primeiras escolhas de Wilder para Frank Flannagan foram Cary Grant e Yul Brynner. "Foi uma decepção para mim que [Grant] nunca tenha dito sim a qualquer foto que eu lhe oferecesse", lembrou Wilder mais tarde. "Ele não explicou por quê. Ele tinha idéias muito fortes sobre quais partes ele queria." O diretor decidiu Gary Cooper porque eles compartilhavam gostos e interesses semelhantes, e Wilder sabia que o ator seria uma boa companhia durante as filmagens em Paris. "Eles conversaram sobre comida e vinho e roupas e arte" de acordo com a co-estrela Audrey Hepburn, a única escolha de Wilder para Ariane. O agente de talentos Paul Kohner sugeriu Maurice Chevalier para o papel de Claude Chavasse, e quando perguntado se ele estava interessado, o ator respondeu: "Eu daria a receita secreta para a bouillabaisse de minha avó estar em uma foto de Billy Wilder."
As filmagens incluíram o Château de Vitry em Yvelines, o Palais Garnier, lar da Ópera de Paris, e o Hôtel Ritz Paris. Foi a insistência de Wilder para filmar o filme em Paris.
A música desempenha um papel importante no filme. Grande parte do prelúdio da ópera Tristan und Isolde de Richard Wagner é ouvida durante uma longa sequência no teatro Palais Garnier, possivelmente conduzido por Hans Knappertsbusch, e melodias de estilo cigano sublinham as várias seduções de Flannagan. Matty Malneck, amigo de Wilder dos seus dias de Paul Whiteman em Viena, escreveu três canções para o filme, incluindo a canção-título. Também são ouvidos "C'est si bon" de Henri Betti, "L'ame Des Poètes" de Charles Trenet, e "Fascination".
A dívida que a Allied Artists incorreram ao fazer Friendly Persuasion levou o estúdio a vender os direitos de distribuição de Love in the Afternoon para a Europa para obter mais financiamento. O filme foi um fracasso comercial nos Estados Unidos, mas foi um grande sucesso na Europa, onde foi lançado sob o título de Ariane.

## Indicações
- Globo de Ouro de 1958:[5]
  - Indicado nas categorias de melhor filme – comédia ou musical, melhor ator – comédia ou musical (Maurice Chevalier) e melhor atriz – comédia ou musical (Audrey Hepburn).